# رودريغو سانتوني
رودريغو سانتوني (بالإسبانية: Rodrigo Santoni)‏ هو لاعب كرة قدم أرجنتيني، ولد في 19 أكتوبر 1981 في الأرجنتين. لعب مع نادي آريما كرونوس.

## وصلات خارجية
- رودريغو سانتوني على موقع قاعدة بيانات كرة القدم.إي يو (الإنجليزية)
- رودريغو سانتوني على موقع Soccerway.com (الإنجليزية)